# カルロス・ジェルマーノ
カルロス・ジェルマーノ（Carlos Germano、1970年8月14日 - ）は、ブラジル・エスピリトサント州ドミンゴス・マルチンス 出身の元同国代表サッカー選手。ポジションはゴールキーパー。黄金期のCRヴァスコ・ダ・ガマの正守護神として、数々のタイトルを勝ち取ってきた往年の名手。

## 経歴
ポーランド系ドイツ移民の家系に生まれ 。192cmの身長を生かしたセーブ能力が持ち味のゴールキーパー。1990年にブラジルのCRヴァスコ・ダ・ガマでデビューし、その後9シーズン在籍してクラブの黄金期を支えた。その後は、経験値を買われて国内のクラブを転々とした後、ポルトアルで選手生活を終えた。
1995年のウルグアイ戦で代表デビュー、ジーダとポジションを争い、1998年のワールドカップに参加したが、正ゴールキーパーの座は獲得出来なかった。またコパ・アメリカ1997、FIFAコンフェデレーションズカップ2001にも控えとして出場。

## 代表歴

### 出場大会
- ブラジル代表
  - 1998 FIFAワールドカップ (準優勝、出場なし)

### 試合数
- 国際Aマッチ 9試合 0得点（1995年-1998年）[2]

| ブラジル代表 | 国際Aマッチ | 国際Aマッチ |
| 年           | 出場        | 得点        |
| ------------ | ----------- | ----------- |
| 1995         | 3           | 0           |
| 1996         | 2           | 0           |
| 1997         | 3           | 0           |
| 1998         | 1           | 0           |
| 通算         | 9           | 0           |

## タイトル

### クラブ
ヴァスコ・ダ・ガマ
- カンピオナート・カリオカ : 1992, 1993, 1994, 1998
- カンピオナート・ブラジレイロ・セリエA : 1997
- コパ・リベルタドーレス : 1998

### 代表
ブラジル代表
- コパ・アメリカ : 1997
- FIFAコンフェデレーションズカップ : 1997